# 悪性 (医学)

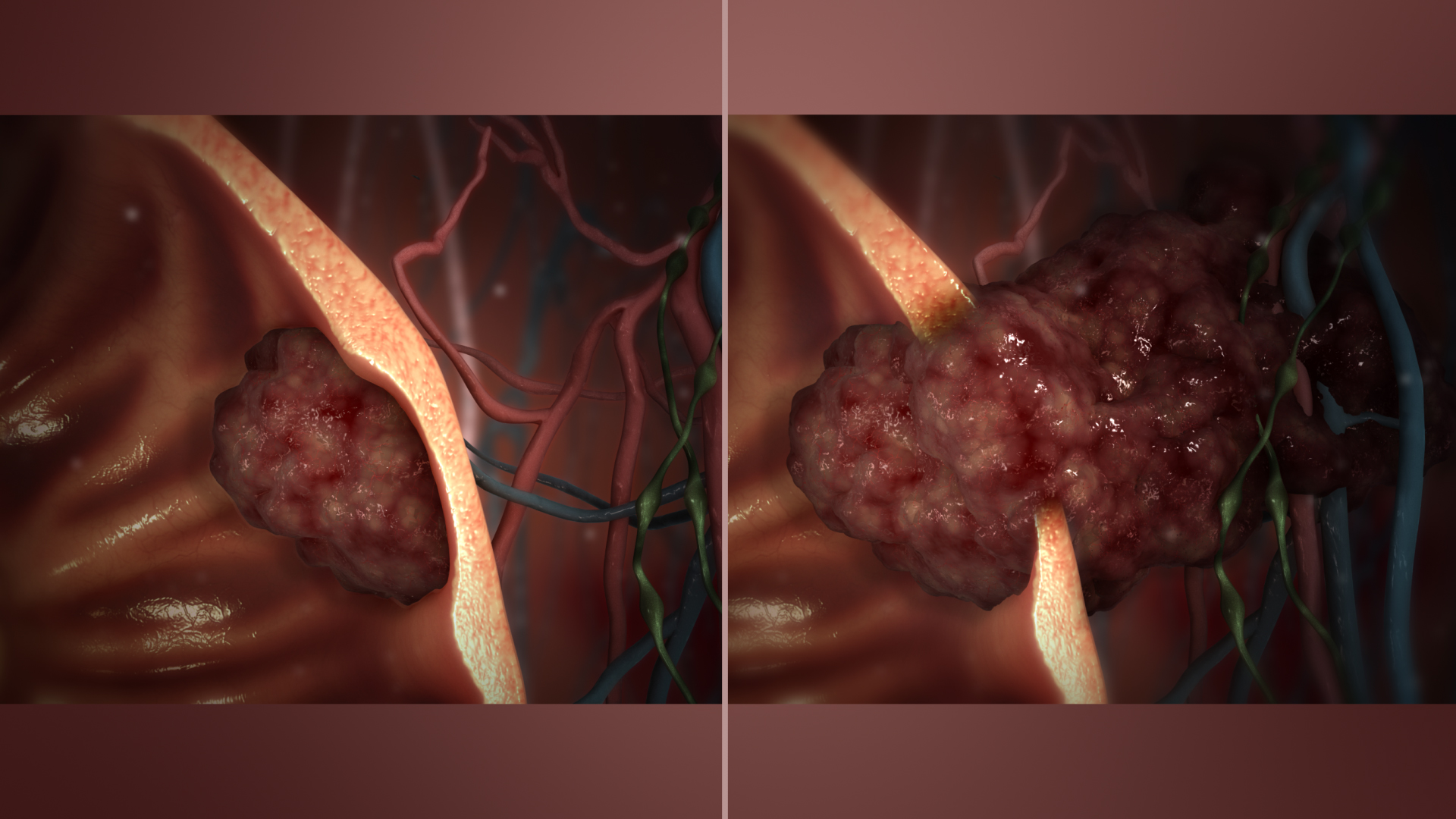
悪性腫瘍（右）は無制御に広がり、周囲の組織に浸潤する。隣接する組織から独立したままである良性腫瘍（左）とは異なる。

悪性（あくせい, 言語は ラテン語  maleで意味は'badly', and  -gnusで意味は'born' ）とは、何かしらの疾患に罹患しており、その予後が不良なことを言う。疾患により、致命的な場合、治療法が確立されておらずに症状の悪化の一途をたどる場合などがある。
“悪性”は癌の性質として広く知られている。良性腫瘍が周囲の組織を侵さないのに対して、悪性腫瘍は隣接組織を侵蝕し、また遠隔他臓器へと拡散する。
癌の場合、悪性とは、退形成、浸潤性、転移で特徴付けられる。  悪性腫瘍はゲノム不安定性も特徴とするため、全ゲノム配列決定で評価すると、癌はしばしば全ゲノム中に10,000から100,000の突然変異を有している。  がんは通常、腫瘍内の多様性を示し、複数のサブクローンを含む（様々に異なる遺伝学的背景を持つ）。また、DNA修復遺伝子の後成的メチル化や、DNA修復遺伝子の発現を制御するマイクロRNAの変化により、DNA修復酵素の発現が低下する事もしばしば見られる。

腫瘍学において「悪性」と呼称するもの： 
- 悪性腫瘍、悪性新生物―癌と同義
- 悪性腹水
- 悪性形質転換（英語版）

「悪性」と呼ばれる非腫瘍性障害： 
- 悪性高血圧（英語版）
- 悪性高熱症
- 悪性外耳炎（英語版）
- 悪性マラリア（＝熱帯熱マラリア[4]）（特に熱帯熱マラリア原虫によって引き起こされるマラリア）
- 神経遮断薬悪性症候群